# Festival Internacional de Cine de Venecia de 1966
La 27ª Mostra de Venecia se celebró del 28 de agosto al 10 de septiembre de 1966.

## Jurado
Internacional
- Giorgio Bassani (Presidente)[2]
- Lindsay Anderson
- Luboš Bartošek
- Michel Butor
- Lewis Jacobs
- Lev Kuleshov
- Joris Ivens

Mostra del Film per Ragazzi
- Raffaele La Porta (Presidente)
- Friedhelm Bellingroth
- Dimitar Petrov
- Sonika Bo
- Astrid Henning-Jensen
- Fiorenzo Viscidi

Mostra del Film Documentario
- Nanni Loy (Presidente)
- Callisto Cosulich
- Henryk Mocek
- Henri Pialat
- Vicente A. Pineda

Mostra del Film sull'Arte
- Claudio Varese (Presidente)
- Ernst Goldschmidt
- Zoran Kržišnik
- Bruno Munari
- Bruno Saetti

## Películas

### Sección oficial
Las películas siguientes se presentaron en la sección oficial:
| Título en español                    | Título original                 | Director(es)                  | País    |
| ------------------------------------ | ------------------------------- | ----------------------------- | ------- |
| Una muchacha sin historia (Anita G.) | Abschied von gestern (Anita G.) | Alexander Kluge               | RFA     |
| Atithi                               | Atithi                          | Tapan Sinha                   | India   |
| Al azar de Baltasar                  | Au hasard Balthazar             | Robert Bresson                | Francia |
| Campanadas a medianoche              | Campanadas a medianoche         | Orson Welles                  | España  |
| Chappaqua                            | Chappaqua                       | Conrad Rooks                  | EE. UU. |
| Comédie (corto)                      | Comédie (corto)                 | Samuel Beckett, Marin Karmitz | RFA     |
| Fahrenheit 451                       | Fahrenheit 451                  | François Truffaut             | Francia |
| La batalla de Argel                  | La battaglia di Algeri          | Gillo Pontecorvo              | Italia  |
| La busca                             | La busca                        | Angelino Fons                 | España  |
| El engaño                            | La curée                        | Roger Vadim                   | Francia |
| Las criaturas                        | Les créatures                   | Agnès Varda                   | Francia |
| Juegos de noche                      | Nattlek                         | Mai Zetterling                | Suecia  |
| El primer maestro                    | Pervyy uchitel                  | Andrei Konchalovsky           | URSS    |
| Los ángeles del infierno             | The Wild Angels                 | Roger Corman                  | EE. UU. |
| Un hombre dividido                   | Un uomo a metà                  | Vittorio De Seta              | Italia  |

Fuera de concurso
| Título en español                       | Título original                   | Director(es)        | País           |
| --------------------------------------- | --------------------------------- | ------------------- | -------------- |
| La gran ciudad                          | A Grande Cidade                   | Carlos Diegues      | Brasil         |
| Buster Keaton está de vuelta            | Buster Keaton Rides Again         | John Spotton        | Canadá         |
| Callejón sin salida                     | Cul-de-sac                        | Roman Polanski      | Reino Unido    |
| Francisco de Asís                       | Francesco d'Assisi                | Liliana Cavani      | Italia         |
| Het afscheid                            | Het afscheid                      | Roland Verhavert    | Países Bajos   |
| Retorno al pasado                       | I Was Happy Here                  | Desmond Davis       | Reino Unido    |
| El coraje cotidiano                     | Kazdy den odvahu                  | Evald Schorm        | Checoslovaquia |
| La toma del poder por parte de Luis XIV | La prise de pouvoir par Louis XIV | Roberto Rossellini  | Francia        |
| La soldadera                            | La soldadera                      | José Bolaños        | México         |
| Mudar de vida                           | Mudar de vida                     | Paulo Rocha         | Portugal       |
| Sticenik                                | Sticenik                          | Vladan Slijepcevic  | Yugoslavia     |
| El rostro ajeno                         | Tanin no kao                      | Hiroshi Teshigahara | Japón          |
| The drifter                             | The drifter                       | Alex Matter         | Reino Unido    |

### 17. Mostra Internazionale del Film Documentario[5]
Documental
| Título original | Director(es)      | País    |
| --------------- | ----------------- | ------- |
| Adolescence     | Vladimir Forgency | Francia |

Experimental
| Título original | Director(es)       | País           |
| --------------- | ------------------ | -------------- |
| Cislice         | Pavel Prochazka    | Checoslovaquia |
| L'ultimo        | Vittorio Armentano | Italia         |
| The covenant    | Ronald Chase       | Reino Unido    |

Narrativa
| Título original          | Director(es)           | País    |
| ------------------------ | ---------------------- | ------- |
| Et la neige n'était plus | Ababacar Samb-Makharam | Senegal |
| Jemima and Johnny        | Lionel Ngakane         | Italia  |
| Qui donc a rêvé?         | Liliane de Kermadec    | Francia |

Animación
| Título original                     | Director(es)       | País           |
| ----------------------------------- | ------------------ | -------------- |
| Blaho lásky                         | Jirí Brdecka       | Checoslovaquia |
| Chromophobia                        | Raoul Servais      | Italia         |
| Doua creioane                       | Iulian Hermeneanu  | Rumanía        |
| Hoffnung's Professor Yaya's Memoirs | John Halas         | Reino Unido    |
| Pop Corrida                         | Rudolf J. Schummer | RFA            |
| The window                          | Yoji Kuri          | Japón          |

Teledocumentales
| Título original | Director(es)  | País        |
| --------------- | ------------- | ----------- |
| Storm signal    | Robert Drew   | EE. UU.     |
| The war game    | Peter Watkins | Reino Unido |

### 18. Mostra Internacional de Cine para niños[6]
| Título original                                 | Director(es)                         | País           |
| ----------------------------------------------- | ------------------------------------ | -------------- |
| Skaterdater                                     | Noel Black                           | EE. UU.        |
| K princeznám se necuchá                         | Bretislav Pojar                      | Francia        |
| Krtek a raketa                                  | Zdenek Miler                         | Checoslovaquia |
| Mrav dobra srca                                 | Vladimir Jutrisa, Aleksandar Marks   | Yugoslavia     |
| Piccolo et la girafe                            | Jean Image                           | Francia        |
| Alexander und das Auto ohne linken Scheinwerfer | Peter Fleischmann                    | Italia         |
| La carnaval                                     | Constantin Popescu                   | Polonia        |
| Pinocchio in Outer Space                        | Ray Goossens                         | EE. UU.        |
| Ptaci kohaci                                    | Vladimir Lehký, Jirí Torman          | Checoslovaquia |
| Snehulák                                        | Hermína Týrlová                      | Checoslovaquia |
| Udivitelnaya istoriya, pokhozhaya na skazki     | Boris Dolin                          | URSS           |
| Djaci pjesaci                                   | Vefik Hadzismajlovic                 | Yugoslavia     |
| The Animal Movie                                | Grant Munro, Ron Tunis               | Italia         |
| Cup Fever                                       | David Bracknell                      | Reino Unido    |
| Ha-Yeled Me'ever Lerechov                       | Yosef Shalhin                        | Israel         |
| Poznanskie slowiki                              | Hieronim Przybyl                     | Polonia        |
| Ritzar bez bronya                               | Borislav Sharaliev                   | Bulgaria       |
| Testa di rapa                                   | Giancarlo Zagni                      | Italia         |
| U telefonu Martin                               | Milan Vosmik                         | Checoslovaquia |
| Girl to Woman                                   | Robert B. Churchill, David Hilberman | EE. UU.        |
| And Now Miguel                                  | James B. Clark                       | EE. UU.        |
| Orlovi rano lete                                | Soja Jovanovic                       | Yugoslavia     |
| Bilet za fryzjera                               | Jerzy Gruza                          | Polonia        |

### 7ª Mostra Internazionale del Film sull'Arte
| Título original                        | Director(es)                | País       |
| -------------------------------------- | --------------------------- | ---------- |
| Gerichtstag                            | Herbert Seggelke            | RFA        |
| Little Monday                          | Julius Kohanyi              | Canadá     |
| Savremenici - Jugoslovensko slikarstvo | Mica Milosevic              | Yugoslavia |
| The Ivory Knife: Paul Jenkins at Work  | Jules Engel                 | EE. UU.    |
| Hectorologie                           | Alain Blondel, Yves Plantin | Australia  |
| Helioplastika                          | Jaroslaw Brzozowski         | Polonia    |
| Tvrdjave na Dunavu                     | Ratomir Ivkovic             | Yugoslavia |
| La fiaba di Tancredi                   | Velia Vergani               | Italia     |
| Achtung, Synkope                       | Herbert Seggelke            | RFA        |

## Retrospectivas
En esta edición, se centró en un espacio dedicado al director francés Jean-Luc Godard, otro llamado "The Roaring Twenties" centrado en la década de los 20 en el mundo del cine.

## Premios[8]
- León de Oro: La batalla de Argel de  Gillo Pontecorvo
- Premio especial del jurado: 
  - Chappaqua de Conrad Rooks
  - Una muchacha sin historia de Alexander Kluge
- Copa Volpi al mejor actor: Jacques Perrin por La busca
- Copa Volpi a la mejor actriz: Natalya Arinbasarova por El primer maestro

Mención especial: Robert Bresson
- Premio New Cinema : Al azar de Baltasar de Robert Bresson
- Premio San Jorge: Al azar de Baltasar de Robert Bresson
- Premio FIPRESCI: La batalla de Argel de  Gillo Pontecorvo
- Premio OCIC: Una muchacha sin historia de Alexander Kluge
- Premio Italian Cinema Clubs: Una muchacha sin historia de Alexander Kluge
- Premio especial: 
  - El juego de la guerra de Peter Watkins
  - Ha-Yeled Me'ever Lerechov de Yosef Shalhin
- Gran Premio San Marco: 
  - Hectorologie de Alain Blondel, Yves Plantin
  - Rodzina czlowiecza de Wladyslaw Slesicki
  - Zvonyat, otkroyte dver de Aleksandr Mitta
- León de San Marco: 
  - Mejor documental: Pour le Mistral de Joris Ivens
  - Mejor documental de TV: Storm Signal de Robert Drew
  - Mejor película infantil: Ritzar bez bronya de Borislav Sharaliev
- Plate León de San Marco: 
  - Mejor film animado: Chromophobia de Raoul Servais
  - Mejor film para niños: Mrav dobra srca de Aleksandar Marks, Vladimir Jutrisa
  - Mejor film experimental: L'ultimo de Vittorio Armentano
  - Mejor film deportivo: Hockey de Mica Milosevic
  - Mejor film educativo: Comment savoir de Claude Jutra
  - Mejor film sobre arquitecto: Helioplastika de Jaroslaw Brzozowski
- Plate
  - The Animal Movie de Grant Munro & Ron Tunis
  - Jemima and Johnny de Lionel Ngakane)
  - Physics and Chemistry of Water de Sarah Erulkar
  - Ptaci kohaci de Jirí Torman
  - Documenta - Vida contemporánea - Labanta negro de Piero Nelli
  - Cine recreativo infantil - Mole por el episodio Krtek a raketa de Zdeněk Miler
  - Cine didáctico infantil - Alexander and a Car without the Left Headlight de Peter Fleischmann
- Diploma Honorario
  - La fiaba di Tancredi de Velia Vergani
  - Tribunal de Herbert Seggelke
  - Willem de Kooning, the Painter de Paul Falkenberg & Hans Namuth
- Premio a la mejo rinterpreación 
  - Oleg Kovachev por Ritzar bez bronya